# Каракара еквадорська
Каракара еквадорська (Phalcoboenus carunculatus) — вид хижих птахів родини соколових (Falconidae).

## Поширення
Вид поширений на півдні Колумбії південніше від вулкана Пурасе і в більшій частині Андського регіону Еквадору. Населяє альпійські луки на висоті від 3000 до 4200 метрів над рівнем моря.

## Опис
Тіло завдовжки від 51 до 56 см. Зовнішній вигляд дорослих особин схожий на вигляд андійської каракари (Phalcoboenus megalopterus). Відрізняється тим, що має білі груди і черевце з чітко вираженими темно-сірими або чорними смужками.

## Спосіб життя
Як і решта каракар, харчується черв'яками, насінням, дрібними хребетними та членистоногими. Проводить більшу частину свого часу, блукаючи по землі в пошуках їжі. Спостерігається групами від семи до сорока особин. Гніздо облаштовує в тріщинах між скелями або між гілками дерев.